# 1290.
1290. je deseto desetletje v 13. stoletju med letoma 1290 in 1299. 